# Dirk-Nowitzki-Statue (Frankfurt am Main)

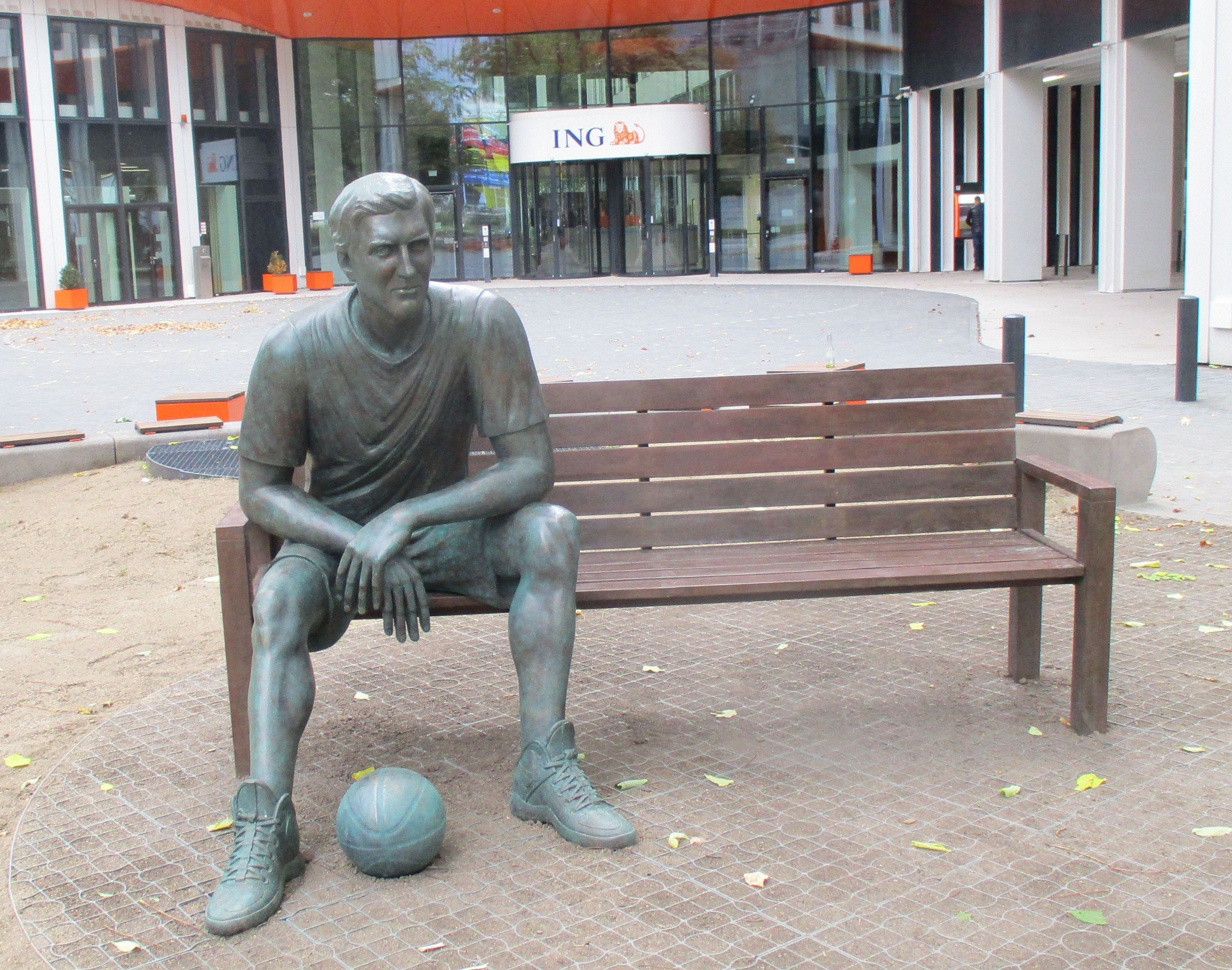
Dirk-Nowitzki-Statue in Frankfurt

Die Dirk-Nowitzki-Statue ist eine von dem Bildhauer Andreas Hoferick geschaffene, als Sitzskulptur ausgeführte Statue des deutschen Basketballspielers Dirk Nowitzki (* 1978). Sie befindet sich auf dem Platz vor dem Unternehmenssitz der ING-Bank in der Theodor-Heuss-Allee in Frankfurt am Main.

## Geschichte
Die Statue wurde am 12. Oktober 2023 in Anerkennung für Nowitzkis langjährige Werbetätigkeit vom Vorstandsvorsitzenden der ING Deutschland Nick Jue in Anwesenheit von Nowitzki enthüllt. In Zusammenhang mit der Enthüllung überreichte Jue dem Sportler einen Scheck über 50.000 Euro für die nach Nowitzki benannte Stiftung, die Kinder und Jugendliche aus sozial schwächeren Familien fördert. Neben der Statue ist eine Informationstafel angebracht, die weitere Angaben zu Dirk Nowitzki enthält.

## Beschreibung
Die leicht über Lebensgröße, von dem Bildhauer Andreas Artur Hoferick aus Bronze gefertigte Statue zeigt Nowitzki an einer Seite auf einer Holzbank sitzend. Er trägt die Spielkleidung eines Basketballspielers. Das Trikot trägt keine Aufschrift. Mit den gekreuzten Armen stützt er sich auf den Oberschenkeln ab. Die Position auf der Bank, soll Passanten zum Platznehmen neben dem Sportler einladen. Zwischen seinen Beinen liegt ein ebenfalls aus Bronze gefertigter Basketball.